# Léonard d'Udine
Pour les articles homonymes, voir Léonard.
Léonard d'Udine, en latin Leonardus de Utino, également connu sous le nom de Leonardo Matthæi, est un prédicateur italien, né à Udine vers 1400, mort vers 1470.

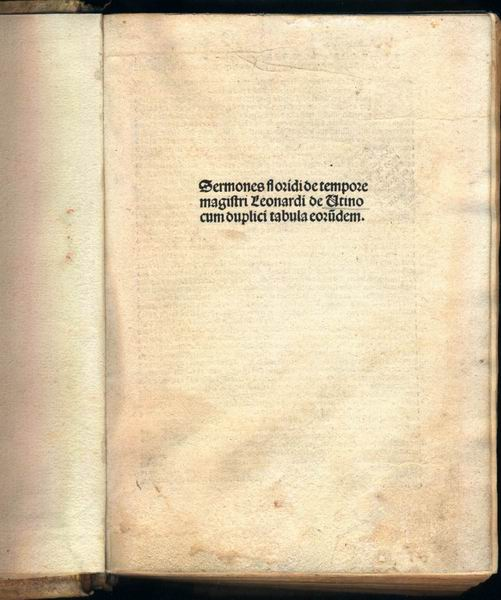
Sermones floridi de tempore, Léonard d'Udine.

## Biographie
Léonard d'Udine entra dans l’ordre des Dominicains, devint professeur de théologie, recteur de l’école des Dominicains de Bologne (1428), puis s’adonna avec un éclatant succès à la prédication dans les principales villes d’Italie, notamment à Venise, à Milan et à Rome, où il prêcha, en 1435, devant le pape Eugène IV.
Par la suite, il fut prieur du couvent de Saint-Dominique de Bologne, puis provincial de toute la Lombardie. Matthæi se montra fort attaché aux doctrines de saint Thomas d’Aquin, dans lesquelles il puisait ses principaux arguments. Dans ses sermons, il montra autant de hardiesse et de liberté de langage que Barletta et Menot en France.

## Œuvres
Parmi ses sermons, souvent réimprimés dans le cours du XVe siècle, on recherche principalement ceux qui ont pour titre : Quadragesimale aureum (1471, in-4°) ; Sermones aurei de sanctis per totum aunum (1473) ; Sermones floridi de dominicis et quibusdam festis (Ulm, 1478, in-fol.). On lui doit en outre des traités, entre autres : Tractatus ad locos communes concionatorum (1478).